# 馬克·普萊爾 (棒球選手)
馬克·威廉·普萊爾（Mark William Prior，1980年9月7日—）生於加利福尼亞州聖地牙哥，是一名前美國職棒大聯盟芝加哥小熊的先發投手，目前為洛杉磯道奇的牛棚教練。他曾被運動媒體譽為未來的超級巨星，但之後卻飽受傷痛困擾。
他所使用的球種包括球速90-95mph的快速球、滑曲球和變速球。 
普萊爾畢業於Cathedral Catholic High School。他最初是被紐約洋基於1998年所挑選，但雙方未簽下合約。
2013年12月9日，由於常年傷痛未癒，難以重回大聯盟，正式宣布退休，留下106場先發，42勝29敗，防禦率3.51的大聯盟成績。

## 大學生涯
普萊爾就讀於南加州大學時，曾被選為年度全國大學棒球員。在成為職業選手後，他依然繼續他的課業，在2004年拿到南加大馬歇爾商學院的學位。他在大學時的隊友有目前克里夫蘭印地安人的投手Anthony Reyes。

## 大聯盟生涯

### 2001年選秀
2001年，普萊爾再度加入選秀，一些球探將他視為頂級新秀。當時明尼蘇達雙城擁有第一順位選秀權，但在得知普萊爾沒有意願為他們效力之後，他們決定選擇當地的天才捕手喬·莫爾。而擁有第二順位的芝加哥小熊則選擇了普萊爾。小熊當時也曾考慮選進喬治亞理工黃蜂隊三壘手馬克·塔克薛拉，他在第五順位被德州遊騎兵挑選。

### 2003年球季
2003年，普萊爾雖然因為與亞特蘭大勇士二壘手Marcus Giles的衝突而缺陣三場，但仍以18勝6敗的優秀成績，在國聯賽揚獎投票中獲得第三名。他和 Giles 都入選2003年的明星賽，但兩人都因受傷而退出。《運動畫刊》將普萊爾與同隊的右投手凱瑞·伍德稱為「Chicago Heat」，這兩人帶領球隊以88勝的戰績拿下分區冠軍。雖然有些運動專欄作家及球迷開始批評總教練達斯蒂·貝克過度使用這兩名投手，但他們在球季裡依然維持著高投球數。2003年，普萊爾在季賽平均每場要投113.4球。而在九月時，每場用球量更高達126顆。普萊爾在季後賽的每場用球數增加至120顆，過度使用的結果讓他在隔年受到傷勢困擾。
在普萊爾離開傷兵名單後，他拿下了10勝1敗，並在季後賽第一輪對上前小熊球員葛瑞格·麥達克斯。小熊在第一輪擊敗了勇士，但在國聯冠軍賽第七戰敗給當年的世界大賽冠軍佛羅里達馬林魚。普萊爾在第二戰拿下勝利，並擔任第六場先發投手。前7局普萊爾讓馬林魚一分未得，沒想到八局上一出局時，發生了著名的史蒂夫·巴特曼事件。在這之後，普萊爾的控球卻開始不穩，加上隊友的失誤，讓馬林魚連得八分拿下比賽勝利。普萊爾該役主投7.1局被打6安掉5分，吞下敗投。

### 2004年球季
普萊爾因阿基里斯腱受傷而錯過了球季第一個月。有報導指出普萊爾的肩膀需要進行Tommy John手術，但普萊爾與小熊雙方皆否認這項消息，並澄清他的缺席完全是因為阿基里斯腱的傷勢。在離開傷兵名單之後，普萊爾的投球表現不如預期，讓人們開始懷疑起他的手臂健康。不過到2004年球季尾聲，他似乎又回到過去的水準。在該球季的最後一場先發，他面對辛辛那提紅人投出生涯新高的16次三振。

### 2005年球季
2005年，普萊爾再度因傷而進入傷兵名單。普萊爾離開傷兵名單回到場上後，表現依然亮眼。但在5月27日，普萊爾遭到球棒擊中右手肘，造成壓迫性骨折。因此他再度回到傷兵名單。該球季共出賽27場，拿下11勝7敗。

### 2006年球季
2005年球季結束，在諾馬·賈西亞帕拉成為自由球員離開小熊後，小熊曾希望用普萊爾換來巴爾的摩金鶯游擊手米格爾·特哈達，但交易案沒有成功。2006年春訓，他被診斷出肩膀拉傷。這是普萊爾連續三年開季待在傷兵名單。他在6月18日重新回到球場面對底特律老虎。他第一局就狂失六分，僅投了3.2局就被換下場。之後，他在揮棒練習中不慎拉傷左斜肌，於7月14日再度進入傷兵名單。在這之前普萊爾共出賽四場，留下0勝4敗，防禦率7.71的成績。7月21日，普萊爾再度先發，對手是華盛頓國民，但他只投了3.1局就下場。
8月14日，普萊爾再度進入傷兵名單，提前結束球季。當年成績為1勝6敗，防禦率7.21。

### 2007年球季
季前，小熊表示普萊爾的傷勢是「loose shoulder」所造成的，代表他需要更多的訓練。在獲得薪資仲裁後，普萊爾最初要求將薪資從06年的365萬提高到387.5萬。最後雙方同意簽下一年357.5萬的合約。
普萊爾在小聯盟先發一場後，由知名的外科醫生 James Andrews 進行右肩探知手術，這代表普萊爾的右肩已受到傷害。最後普萊爾因手術而錯過球季。
2007年12月12日，小熊不與普萊爾換約，普萊爾成為自由球員。

### 2008年球季
2007年12月26日，普萊爾與聖地牙哥教士簽下一年100萬，附激勵條款的合約。 （页面存档备份，存于）  普萊爾希望能在五月或六月回到場上，但肩部撕裂傷讓他連續兩個球季無法回到大聯盟。

## 傷痛史
| 日期          | 傷勢                                                 | 停止出賽時間                       |
| 2002年9月     | 跑壘時腿筋拉傷                                       | 剩餘球季                           |
| 2003年季中    | 與前亞特蘭大勇士二壘手Marcus Giles的衝突導致肩膀受傷 | 三次先發                           |
| 2004年季前    | 阿基里斯腱受傷                                       | 兩個月                             |
| 2005年季前    | 手肘拉傷                                             | 15天                               |
| 2005年5月27日 | 右手手肘遭到Brad Hawpe的球棒擊中                     | 一個月                             |
| 2006年季前    | 肩膀拉傷                                             | 三個月                             |
| 2006年7月14日 | 揮棒練習時拉傷左斜肌                                 | 兩次先發                           |
| 2006年8月14日 | 肩膀肌腱炎                                           | 剩餘球季                           |
| 2007年春訓    | 肩部手術                                             | 整季                               |
| 2008年3月26日 | 肩部手術休養                                         | 2008年球季初（60天傷兵名單）       |
| 2008年5月16日 | 右肩關節囊撕裂傷；肩部手術                           | 六至八週（60天傷兵名單）；整季報銷 |

## 外部連結
- 球員資訊和成績在MLB，ESPN，Baseball-Reference，Fangraphs，The Baseball Cube（英文）